# Escarigo (Fundão)
Escarigo é uma localidade portuguesa do Município do Fundão que foi sede da extinta Freguesia de Escarigo, freguesia que tinha 9,15 km² de área e 224 habitantes (2011), tendo, por isso, uma densidade populacional de 24,5 hab/km².
Escarigo é conhecido como a aldeia mais a norte de um conjunto de três (Escarigo, Quintãs e Salgueiro). Este conjunto de aldeias é conhecido como Três Povos e foi reconhecido oficialmente em 2013, no âmbito de uma reforma administrativa nacional, através da fusão da Freguesia de Escarigo com a Freguesia de Salgueiro.
Na área desta freguesia, deteve a Ordem de Malta importantes bens. Razão pela qual o brasão da freguesia ostenta a cruz dessa antiquíssima Ordem Religiosa e Militar em chefe.

## Localização
É também a aldeia mais a norte do Município do Fundão, fazendo fronteira com os vizinhos Municípios vizinhos de Belmonte, Penamacor e Sabugal.

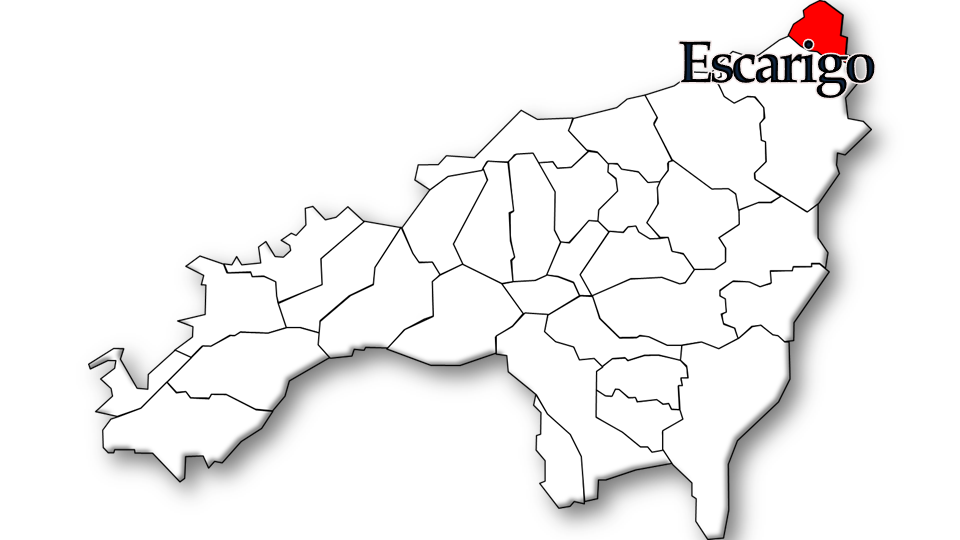
Localização no Município do Fundão

## População
Escarigo é uma localidade que está a envelhecer bastante, devido à falta de incentivos por parte das autoridades competentes para a criação de condições que fixem os jovens, já que a maior parte da população com menos de 25 anos apenas se encontra na aldeia durante os fins de semana ou  férias.
A povoação perde bastante pois tem um acesso inadequado do lado noroeste e nordeste, o que não permite o acesso mais rápido à A23 por parte da população do Escarigo e aldeias vizinhas como Salgueiro ou Benquerença e limita, desse modo, o desenvolvimento da região.
| População da freguesia de Escarigo | População da freguesia de Escarigo | População da freguesia de Escarigo | População da freguesia de Escarigo | População da freguesia de Escarigo | População da freguesia de Escarigo | População da freguesia de Escarigo | População da freguesia de Escarigo | População da freguesia de Escarigo | População da freguesia de Escarigo | População da freguesia de Escarigo | População da freguesia de Escarigo | População da freguesia de Escarigo | População da freguesia de Escarigo | População da freguesia de Escarigo |
| ---------------------------------- | ---------------------------------- | ---------------------------------- | ---------------------------------- | ---------------------------------- | ---------------------------------- | ---------------------------------- | ---------------------------------- | ---------------------------------- | ---------------------------------- | ---------------------------------- | ---------------------------------- | ---------------------------------- | ---------------------------------- | ---------------------------------- |
| 1864                               | 1878                               | 1890                               | 1900                               | 1911                               | 1920                               | 1930                               | 1940                               | 1950                               | 1960                               | 1970                               | 1981                               | 1991                               | 2001                               | 2011                               |
| 334                                | 379                                | 405                                | 451                                | 519                                | 522                                | 490                                | 599                                | 590                                | 664                                | 523                                | 498                                | 387                                | 309                                | 224                                |

## Economia
Embora existam 2 cafés, uma mercearia, postos de abastecimento de combustível, empresas de terraplanagens e de construção civil, uma loja de venda de materiais para construção civil, é a agricultura que ocupa mais de metade da população; desta população agrícola, cerca de 80% são reformados, não estando reunidas, assim, as condições necessárias para que a população cresça.

## Património
- Capela de Nossa Senhora de Lurdes
- Monumento ao mártir de S. Sebastião
- Chafariz do Largo
- Conjunto urbano da Rua do Cruzeiro
- Albufeira da barragem de Escarigo
- Praia fluvial

## Pontos turísticos
Como locais de visita, Escarigo possui a torre sineira, a escultura de S. Sebastião, a zona de lazer, a barragem, entre outros, havendo oportunidades de lazer para todos os gostos, uma vez que o povoado é bastante procurado por caçadores e motards todo o terreno.

## Colectividades
Existem ainda associações que dão alguma vida à aldeia. Tirando as comissões de festas, todas as associações são formadas em conjunto com gentes das aldeias vizinhas de Quintãs e Salgueiro, como é o caso do Rancho Folclórico dos Três Povos (seniores e infantis), Associação de Jovens dos Três Povos ou ainda a Associação Cultural, Desportiva e Recreativa dos Três Povos. Uma associação de cariz mais abrangente (ao nível de sócios que não são dos Três Povos) é o clube de caça e pesca que muita gente traz a Escarigo, Quintãs e Salgueiro.
Outro motivo de orgulho é a 5ª Secção dos Bombeiros Voluntários do Fundão, ou seja, os Bombeiros dos 3 Povos.

## Festividades
A aldeia tem como dia festivo 20 de Janeiro, em que se comemora o padroeiro, o mártir São Sebastião, com uma celebração religiosa em sua honra, embora a maior festividade seja sempre no segundo fim de semana de Agosto, altura em que a aldeia triplica a população devido ao regresso de quase todos os emigrantes. Para além desta festa existe ainda outra dedicada à Sr.ª da Conceição que se realiza no dia 8 de Dezembro, e mais uma dedicada ao Divino Espírito Santo. Em Setembro organiza-se também a chamada festa da paróquia, que se comemora com um almoço ao ar livre entre a população e com uma tarde de convívio entre conversas, jogos e outras animações.